# 六阶魔方

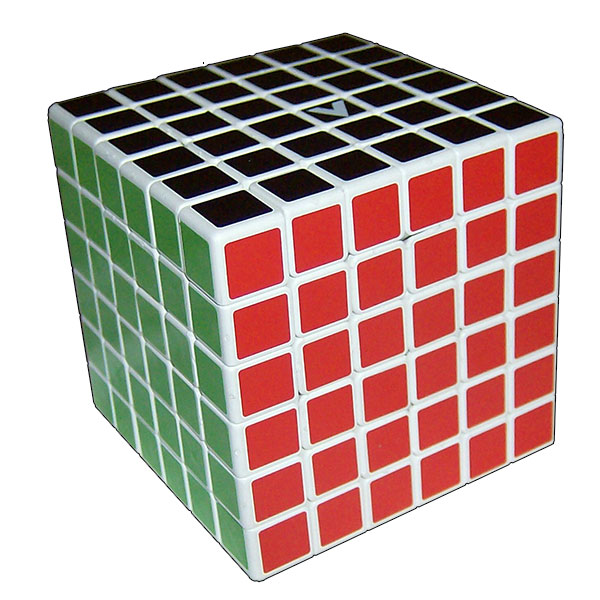
六階魔術方塊

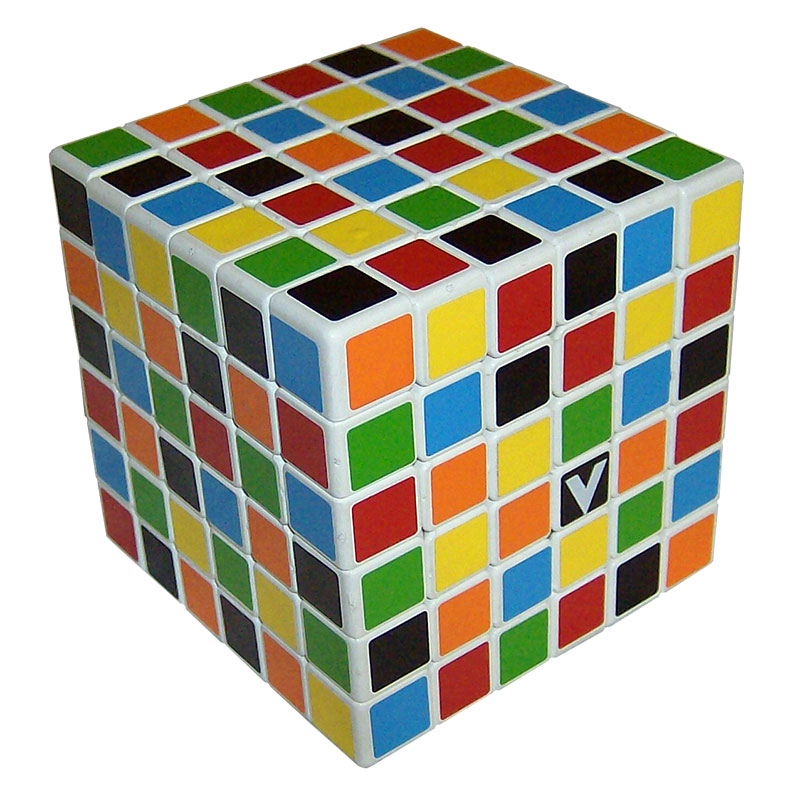
已打亂的六階魔術方塊

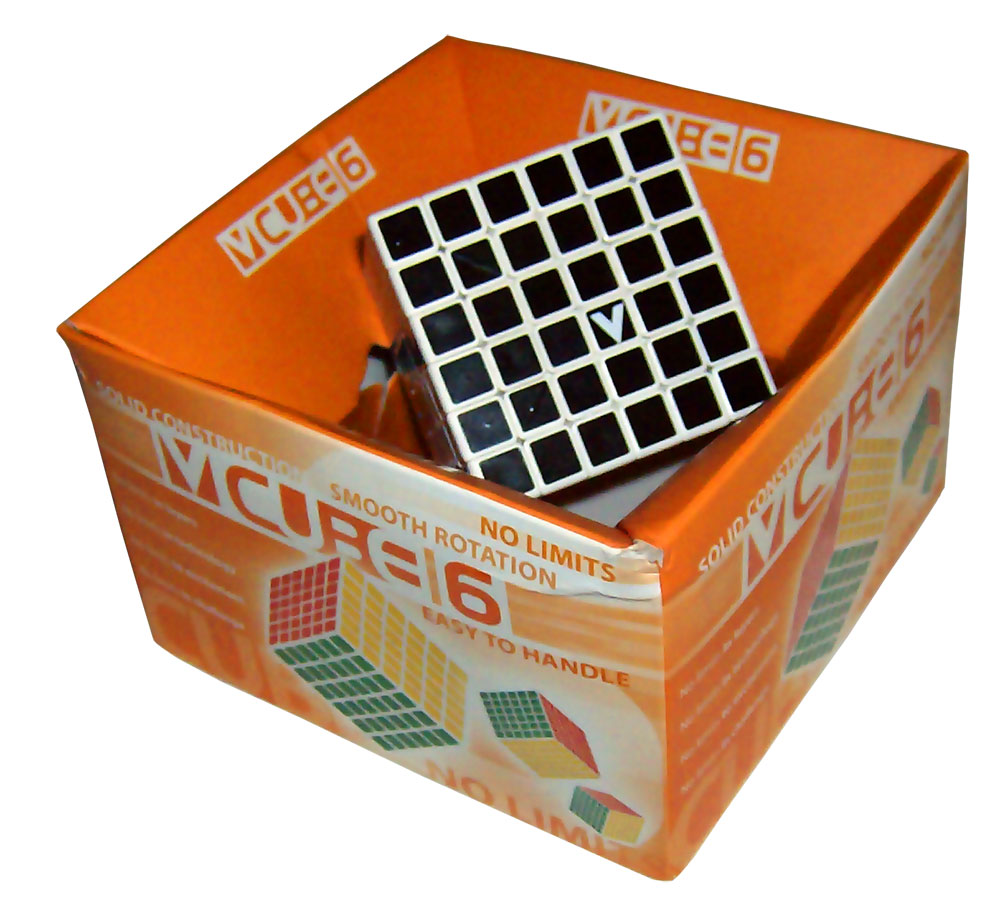
六階魔術方塊由v-cube公司發售

六阶魔方（英語：V-Cube 6）是一個6×6×6版本的魔術方塊，不像原本的魔術方塊，沒有固定的中心面，其中心面可以自由地移動到不同位置，與4×4×4和2×2×2等魔術方塊類似，可以用三階、四階、五階的一部分解法來幫助復原。
六阶魔方是由帕納約蒂斯·迪斯發明的，由希臘迪斯創新SA公司（Verdes Innovations SA，有時稱V-Cube）生產並發售。
由於中心面不再能夠用於識別，但只要先將中心還原，一樣可以使用3×3×3解邊、角的方式還原，但前提是要有能正確地識別顏色的相對位置的方法，此部分可以使用與4×4×4魔術方塊類似類似的方法。

## 結構
六階魔術方塊表面共有152個“小方塊”，有60個可動物件隱藏在立方體內部，並與中心軸卡在一起，V-Cube的七階魔術方塊也使用了類似的結構，但在七階魔術方塊中心軸是可見的。

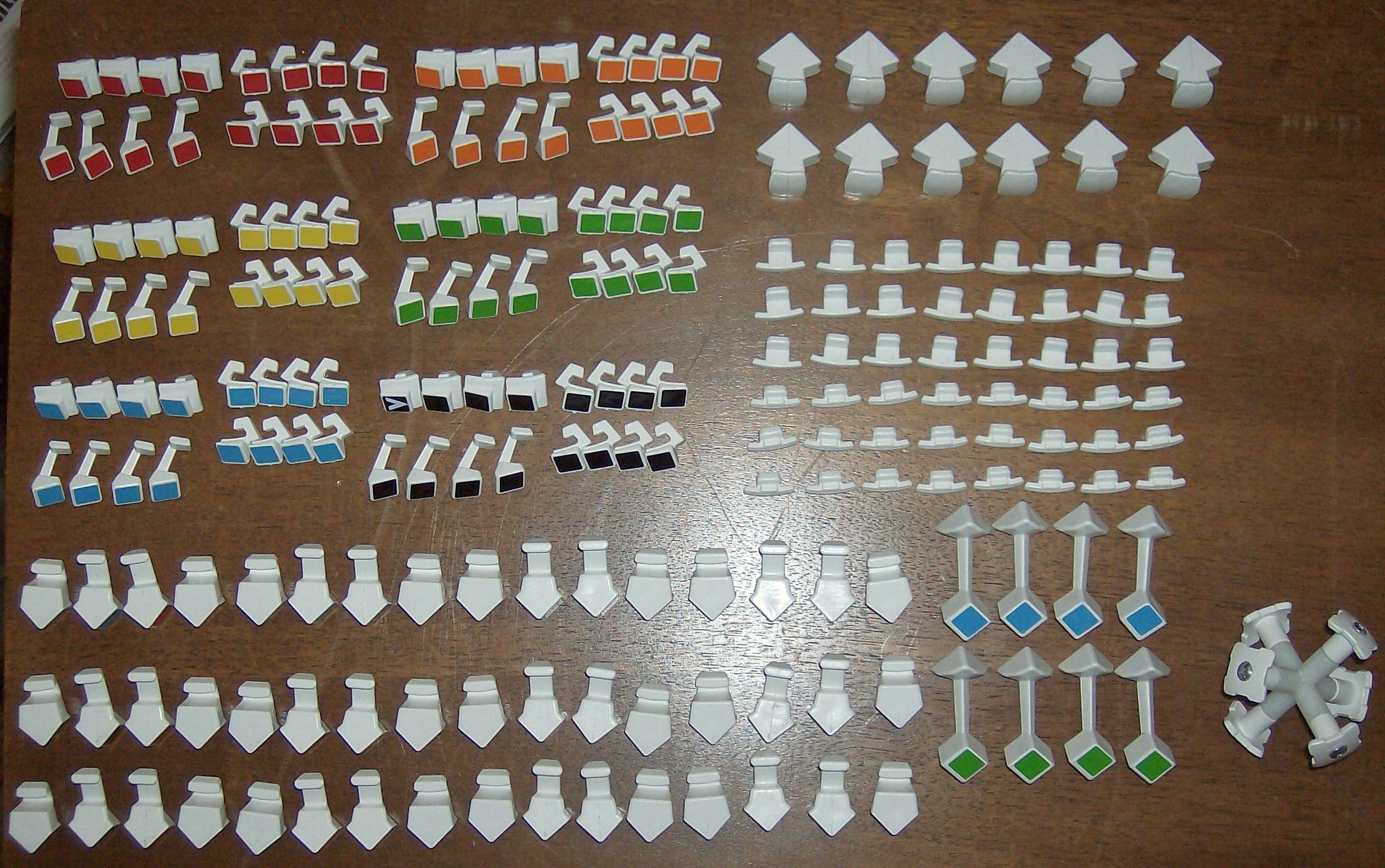
六階魔術方塊的零件

六階魔術方塊的可見部分共有96個僅有一種顏色的面塊、48個包含兩種顏色的邊塊以及8個包含三種顏色的角塊。每片的顏色組合都是獨特的，但不是所有的組合都存在，例如不會有一塊角塊同時擁有紅色跟橙色，因為他們互相在對面。這些方塊的相對位置位置可以透過轉動各層90°、180°或270°來改變，但是由於在整體邊塊或角塊的分配是固定的，因此有些顏色組合狀態是無法就由轉動來完成。跟三階魔術方塊一樣，有些情況是拆開後重新組合才回出現，換句話說，拆開重新組裝有一定的機率會無法靠轉動來還原。
目前，V-Cube的六階魔術方塊大部分都是用白色的塑料作為基礎，外面的貼紙紅色和橙色相對、藍色和綠色相對、黃色和黑色相對。黑色面中間印上了一個V字母表示其為V-Cube系列魔術方塊。

### 製造的極限

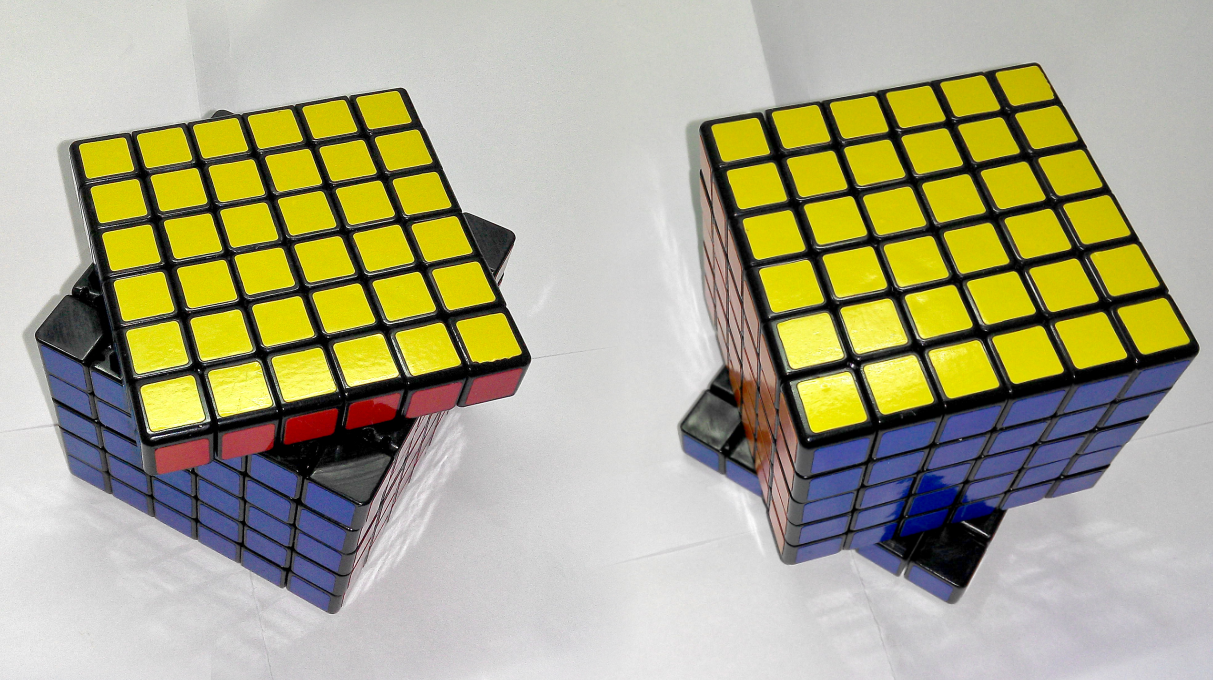
立方體六階魔術方塊轉動45度角時卡榫的情形

相較於5×5×5魔術方塊，6×6×6魔術方塊能製作卡榫的空間十分狹小，因此為了讓方塊轉動流暢，也可略為加大邊緣方塊，增加中心轉軸到表面的最短距離來增加可以放置卡榫的空間。

## 變化

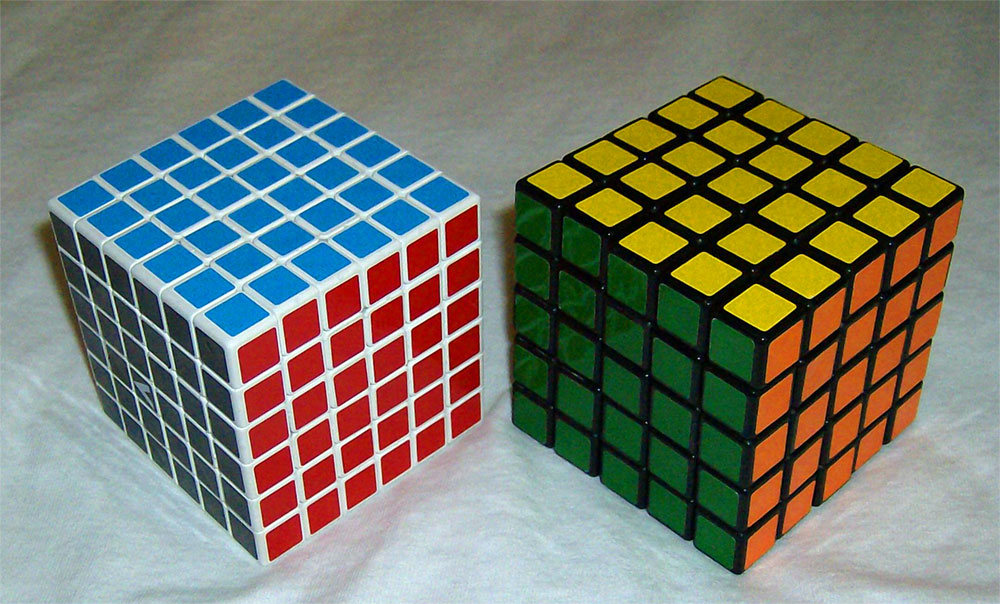
六階魔術方塊(左)和五階魔術方塊(右)

六階扭計骰總共有8個角塊，48個邊塊和96個中心塊。總變化數要角塊、邊塊和中心塊要分開討論再將每個結果合在一起才能計算得。
角塊可以任意變換位置，任何置換都是可能，其中也包括了奇數個角塊的交換及排列，角塊也可以獨立轉動，每個角塊可以有三種轉動的狀態。角塊可以任意變換位置因此八個角塊有8的階乘種變化，轉動狀態則是以其中一個角塊為基準，其他七個角塊每個角塊都會有三種轉動的狀態，因此有37種變化。角塊的轉動與置換是同時存在的，換句話說角塊在換位置的同時也可以旋轉，因此角塊的總變化數就是轉動與置換的聯集，為8!×37種變化。
中心塊共有96個，依據其特性，在計算其變化數時可以分為4個子集，分別為：正中心4塊、中心角落4塊、中心邊緣左邊4塊、中心邊緣右邊4塊，這四個子集不能交換位置，比如正中心4塊不能轉到中心的角或去。六階魔術方塊的六個面上都有這四個子集，因此每個子集有24個，這24個都可以任意交換位置因此有24!種變化，但由於子集中六種顏色每個顏色中的四塊都是相同的，也就是說，實際上是6組4個相同物進行排列組合，因此只有 24!/(4!6) 種變化。四個子集每個子集都可以同時變化，比如說將中心四塊換位置的同時，周圍的四塊也能交換，因此變化數是四個子集的聯集，由於四個子集變化數量都是24!/(4!6)，因此中心塊總變化數量就是24!/(4!6)的四次方：24!4/(4!24)。
邊塊共有48個，可分為「中心」邊塊與「邊緣」邊塊。「中心」邊塊就是每個邊中間兩個邊塊，立方體共12個邊因此，「中心」邊塊有24個；「邊緣」邊塊就是「邊緣」邊塊上面與下面的那兩塊，每個邊都有「中心」邊塊與「邊緣」邊塊，因此12個邊就有24個「邊緣」邊塊。每一個「中心」邊塊都可以互相交換位置，「邊緣」邊塊亦同，但「中心」邊塊不能交換到「邊緣」邊塊的位置，反之亦然。每個匹配的四個邊緣是可區別的，因為對應的邊緣是彼此的鏡像。每個「中心」邊塊或「邊緣」邊塊都可以任意變換位置，任何置換都是可能，其中也包括了奇數個角塊的交換及排列，邊塊也可以獨立轉動，每個角塊可以有兩種轉動的狀態。「中心」邊塊或「邊緣」邊塊可以任意變換位置，因此24個「中心」邊塊就可以有24!種變化，而「邊緣」邊塊也是24個，因此變化數量就與「中心」邊塊相同。「中心」邊塊交換的同時，「邊緣」邊塊也可以同步進行，因此邊塊在交換位置的部分可以有24!2種變化。但由於每個邊與相鄰的另一個邊互為鏡像，因此排列的位置就已經能決定邊塊旋轉的方向，因此在不考慮拆掉重新組裝的情況下邊塊在旋轉部分僅有1種變化，置換與旋轉的變化數相乘即得邊塊的總變化數為24階乘的平方。
魔術方塊交換角塊的同時，邊塊也可以被交換，中心塊亦同，因此純粹只看變化數則為角塊變化數、中心塊變化數與邊塊變化數的乘積，為{\displaystyle {\begin{smallmatrix}{\frac {8!\times 3^{7}\times 24!^{6}}{4!^{24}}}\end{smallmatrix}}}。但立方體在空間中不具有固定的方向，在偶數階魔術方塊也沒有一個固定的中心方塊來給定期他塊的相對位置，因此要以環狀排列的概念去計算，即要除以因為旋轉不扭曲時出現的相同情況，因此要用環狀排列的方法來計算總變化數，所以要再除以24。
因此六階魔方的總變化數為: 
{\displaystyle {\frac {8!\times 3^{7}\times 24!^{6}}{4!^{24}\times 24}}\approx 1.57\times 10^{116}}
即157 152 858 401 024 063 281 013 959 519 483 771 508 510 790 313 968 742 344 694 684 829 
502 629 887 168 573 442 107 637 760 000 000 000 000 000 000 000 000種變化狀態。

## 解法

### 術語
- U：上层
- u：上数第二层
- D：下层
- d：下数第二层
- L：左侧层
- l：左数第二层
- R：右侧层
- r：右数第二层
- F：前层
- f：前数第二层
- B：后层
- b：后数第二层

6×6×6（中文：六階扭計骰；英文：v-cube 6）。
發明公司為v-cube。
6×6×6總共有8個角塊、48個邊塊（4×12=48）、96個中心塊（16×6=96）。

### 第一步
還原中心部份，共6面，每個面中心有16塊，6個面總計96塊。

### 第二步
完成每一條邊，共12條邊，每個邊由4塊組成，總計48塊。

### 第三步
完成6個面以及12個邊以後，此時6×6×6已經成為3×3×3的型態，再按照3×3×3的方式復原就可以完成6×6×6。

## 評價
常見為容易"pop"（指在復原期間魔術方塊某些部分出現脫離情況），中心軸不堅固，定位感明顯等。

## 延伸閱讀
- Rubik's Revenge: The Simplest Solution (Book) by William L. Mason

## 外部連結
- Verdes Innovations SA（页面存档备份，存于） Official site.
- Frank Morris takes on the V-Cube 6 （页面存档备份，存于）
- United States V-CUBE distributor
- 六阶魔方v-cube还原方法教程+公式说明+java动画详解六阶魔方
- 魔方专题站[永久]
- 電腦模擬 （页面存档备份，存于）
- V-CUBE（页面存档备份，存于）